# Ibirubá
Ibirubá est une ville brésilienne du Nord-Ouest de l'État du Rio Grande do Sul, faisant partie de la microrégion de Cruz Alta et située à 290 km au nord-ouest de Porto Alegre, capitale de l'État. Elle se situe à une latitude de 28° 37′ 43″ sud et à une longitude de 53° 05′ 26″ ouest, à une altitude de 416 mètres. Sa population était estimée à 18 690, pour une superficie de 612 km2.
Ibirubá, est en tupi-guarani le nom de la Pitangueira do mato, arbre résistant et toujours en croissance. La commune estimant avoir ces qualités, elle s'est choisie cette appellation, en remplacement de ses deux anciennes dénominations - Osório et General Câmara - qui la mettaient en confusion avec deux autres villes du même nom.
La petite ville a été bâtie par le couple allemand Carlos Krammes et Joanna Assmann qui ont acheté les terres où se situe le village aujourd'hui.
Au centre-ville un monument bâti en métal rend hommage aux immigrants.
Le village a aussi été un centre des loisirs, le Parque Aquatico Ibirubense, créé par Willy Krammes, dont aujourd'hui encore restent des ruines.
C'est une ville très verte où plusieurs personnes descendant des Européens parlent toujours l'allemand ou l'italien.
Les habitants de Ibirubá sont principalement descendants d'Allemands.

## Villes voisines
- Saldanha Marinho
- Colorado
- Selbach
- Quinze de Novembro
- Cruz Alta
- Santa Bárbara do Sul